# Cernoglavți, Șumen
Cernoglavți (în bulgară Черноглавци) este un sat în comuna Veneț, regiunea Șumen,  Bulgaria. 

## Demografie
Componența etnică a satului Cernoglavți
     Bulgari (2,96%)
     Nicio identificare (6,79%)
     Romi (11,14%)
     Turci (79,09%)
La recensământul din 2011, populația satului Cernoglavți era de 574 locuitori. Din punct de vedere etnic, majoritatea locuitorilor (79,09%) erau turci, existând și minorități de romi (11,14%) și bulgari (2,96%). Pentru 6,79% din locuitori nu este cunoscută apartenența etnică.